# Derek Phillips
Pour les articles homonymes, voir Phillips.
Derek Phillips  est un acteur américain, né le 18 avril 1976 à Miami, en Floride. Il est surtout connu pour l'interprétation de Billy Riggins dans la série télévisée Friday Night Lights

## Biographie
Derek Philips est né à Miami. Il a étudié la comédie à la Baylor University et a été diplômé d'un Bachelor for Arts. Après l'obtention de ce diplôme, il s'établit à New York où il commence sa carrière d'acteur professionnel au théâtre et à la télévision en faisant des représentations dans tout le pays.
Après plusieurs années de théâtre, Derek eut plus de notoriété avec le rôle de Billy Riggins dans la série télévisée de NBC Friday Night Lights.
Derek est également producteur associé, assistant réalisateur et acteur résident de la compagnie théâtrale Second Thought Theatre.

## Filmographie

### Cinéma
- 2006 : Serum Eddie
- 2011 : Son of Morning : Skyler
- 2012 : A Scene from a Street in L.A. (court) : Daniel Short
- 2012 : Inside : Grant Carter
- 2013 : 42 : Bobby Bragan
- 2013 : The Jogger : Paul
- 2013 : Ritual : The Man
- 2014 : Son of the Devil (court) : David Daly
- 2025 : À bout (Straw) de Tyler Perry : Agent Bryce

### Télévision
- 2006 - 2010 : Friday Night Lights : Billy Riggins (60 épisodes)
- 2010 : Private Practice : Eddie Lindy (3 épisodes)
- 2011 : Body of Proof : Kevin Kaiser (1 épisode)
- 2011 : Castle : Reggie Walsh (1 épisode)
- 2012 : Parenthood : Billy Gardner (1 épisode)
- 2014 : Reckless : Ronnie Porter (2 épisodes)
- 2014 : First Murder : Stewart Hornady
- 2015 : Chicago Police Department : Damien Boyd (1 épisode)
- 2015 : Mentalist : Stan Lisbon  (2 épisodes)
- 2015 : Grimm : Stetson Donovan (1 épisode)
- 2015 : Rosewood Trevor McCown  (1 épisode)
- 2013-2016 : Longmire : Travis Murphy (10 épisodes)
- 2016 : Game of Silence : Boots (3 épisodes)
- 2015-2016 : Marvel : Les Agents du SHIELD : Agent O'Brien (3 épisodes)
- 2022 : New York, unité spéciale : Ty Hackman (saison 23, épisode 22)

## Jeux vidéo
- 2015 : Life is Strange : voix de Mark Jefferson / Samuel / Zachary
- 2020 : The Last of Us Part II : Jerry
- 2021 : Call of Duty - Vanguard : Wade Jackson
- 2023 : Mortal Kombat 1 : Reiko